# Њу Ајбирија (Луизијана)
Њу Ајбирија (енгл. New Iberia) град је у америчкој савезној држави Луизијана.

## Демографија
По попису из 2010. године број становника је 30.617, што је 2.006 (-6,1%) становника мање него 2000. године.
| Група             | 2000.          | 2010.          |
| Белци             | 18.368 (56,3%) | 15.691 (51,2%) |
| Афроамериканци    | 12.533 (38,4%) | 12.694 (41,5%) |
| Азијати           | 862 (2,6%)     | 821 (2,7%)     |
| Хиспаноамериканци | 487 (1,5%)     | 956 (3,1%)     |
| Укупно            | 32.623         | 30.617         |